# Hoplias australis
Hoplias australis är en fiskart som beskrevs av Oyakawa och Karl R. Mattox 2009. Hoplias australis ingår i släktet Hoplias och familjen Erythrinidae. Inga underarter finns listade i Catalogue of Life.